# 鸚鵡嘴龍屬
鸚鵡嘴龍屬又譯鸚鵡龍，在希臘文意為「鸚鵡蜥蜴」，是角龍下目鸚鵡嘴龍科的一屬，生存早白堊紀的亞洲，約1億3000萬年前到1億年前。鸚鵡嘴龍因為是擁有最多種的恐龍而著名，其中有12個種被認為是有效種，化石發現於中國、蒙古、俄羅斯，以及两個在泰國和老挝發現的可能種。
鸚鵡嘴龍的所有種都是大小類似瞪羚的二足、草食性恐龍，特徵是上頜高而強壯的喙狀嘴。至少有一個種，尾巴與下背部有鬃毛狀的結構，可能作為視覺展示作用。鸚鵡嘴龍是非常早的角龍下目恐龍，牠們獨自發展出許多特徵，也有許多與較晚角龍類相同的生理結構特徵，例如原角龍以及大象體型的三角龍。
鸚鵡嘴龍不如牠的遠親三角龍廣為大眾所知，但牠們是已知最完整的恐龍之一。到目前為止，已發現超過400個個體，包括許多完整骨骸。已發現許多不同年齡層的化石，從幼體到成年體都有，使得許多研究可以研究鸚鵡嘴龍的成長速度。鸚鵡嘴龍大量的化石紀錄，讓牠們成為中亞早白堊紀沉積層中的標準化石。

## 敘述

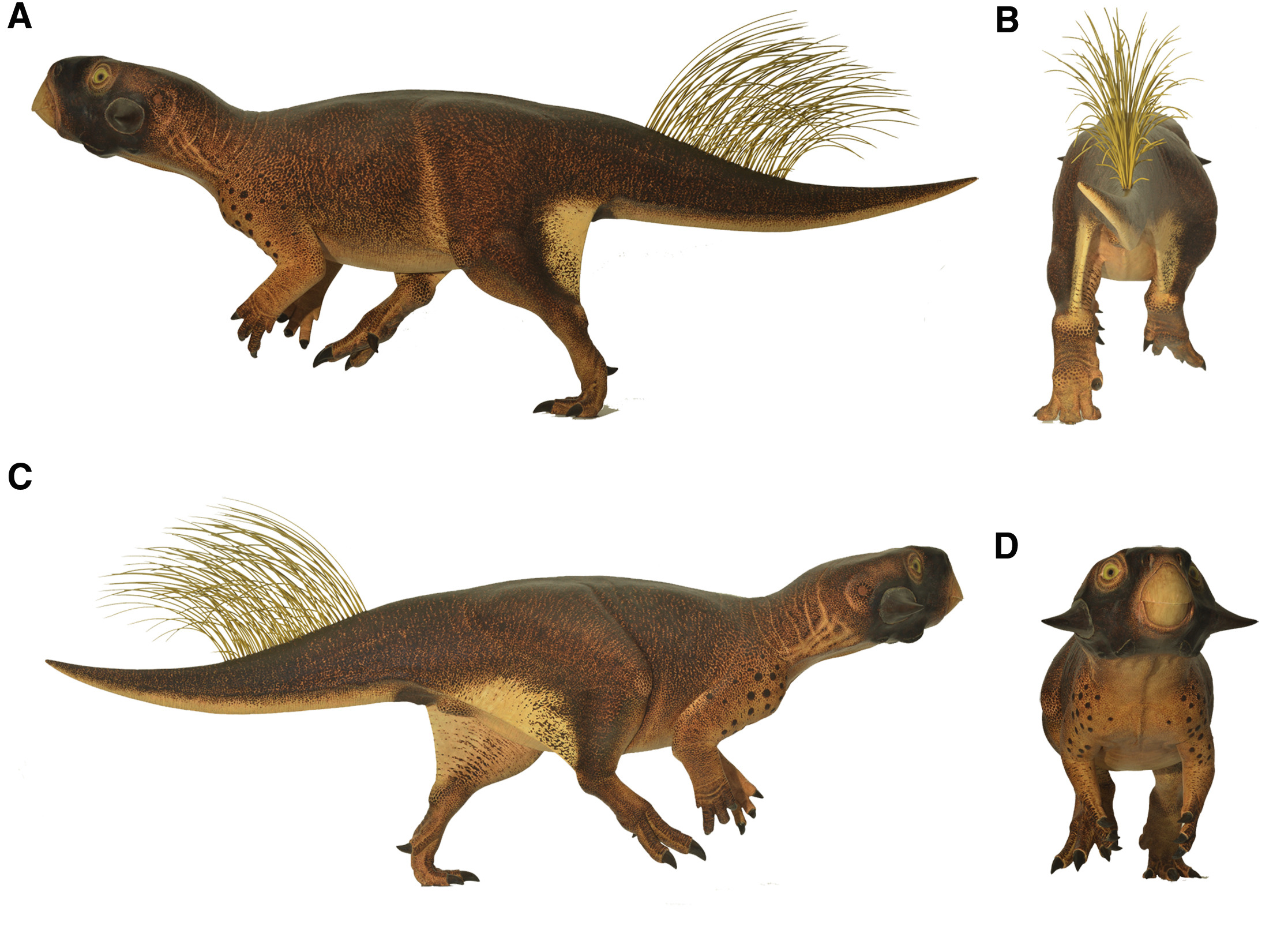
SMF R 4970的復原模型

不同種的鸚鵡嘴龍有不同的體型，以及不同的頭顱骨、骨骸上的特徵，但大體上擁有一樣的身體形狀。最著名的種是蒙古鸚鵡嘴龍（P. mongoliensis），身長2米。最大的蒙古鸚鵡嘴龍成年個體重量可能超過20千克。大鸚鵡嘴龍（P. major）、內蒙古鸚鵡嘴龍（P. neimongoliensis）、新疆鸚鵡嘴龍（P. xinjiangensis）的體型接近蒙古鸚鵡嘴龍的大小，而其他種如中國鸚鵡嘴龍（P. sinensis）、梅勒營鸚鵡龍（P. meileyingensis）的體型較小。額多鸚鵡嘴龍（P. ordosensis）是已知最小的一種，小於蒙古鸚鵡嘴龍約30%。除了蒙古鸚鵡嘴龍以外，最大型的種是陸家屯鸚鵡嘴龍（P. lujiatunensis）與西伯利亞鸚鵡嘴龍（P. sibiricus）。
與同時代的鳥臀目恐龍相比，鸚鵡嘴龍頭顱骨有大幅变化。這些頭顱骨高而短，有些種的頭顱輪廓幾乎呈現圓形。眼窩之前的部分只佔頭顱骨長度的40%，比其他已知鳥臀目還短。鸚鵡嘴龍下頜的每個牙齒，都有球根狀垂直脊。上頜與下頜都有顯著的喙狀嘴，分別從喙骨（Rostral bone）與前齒骨形成。喙狀嘴的骨質部分可能由角質包覆，形成銳利的切割表面，以切碎植物。如同屬名顯示，鸚鵡嘴龍的短頭顱骨與喙狀嘴外表類似現代鸚鵡。鸚鵡嘴龍的頭顱骨，與更衍化的角龍下目恐龍，擁有數個共同的適應結果，例如：上頜前端的獨特喙骨、顴骨往兩側突出。然而，還沒有發展出晚期角龍下目的頭盾與角狀物的跡象。眼睛上方有眼瞼骨，功能不明。西伯利亞鸚鵡嘴龍有突出的骨質角，但這被認為是趨同演化的結果。
鸚鵡嘴龍的顱後身體，呈現典型的二足鳥臀目特徵。蒙古鸚鵡嘴龍的前肢長度只有後肢的58%長，類似本屬的其他種；根據前肢的可活動範圍，牠們無法做出手掌朝正下方、或前肢推進移動的動作。以上兩點顯示鸚鵡嘴龍在生前是幾乎完全二足的恐龍。鸚鵡嘴龍手掌只有四個指骨，而大部分其他鳥臀目恐龍（包括所有其他角龍下目恐龍）的前肢有五個趾骨。而後腳腳掌有四個腳趾，類似許多其它小型鳥臀目恐龍。鸚鵡嘴龍的長腳趾與利爪，顯示牠們可能善於挖掘。如同大部分鳥臀目恐龍，鸚鵡嘴龍的尾部具有骨化肌腱。

### 保護色
2016年由雅各·溫瑟爾（Jakob Vinther）帶領的研究分析藏於森根堡自然博物館的鸚鵡嘴龍未定種化石（編號SMF R 4970），透過化石上保留著的黑色素體發現鸚鵡嘴龍身上可能覆有具偽裝功能的保護色。研究認為這隻鸚鵡嘴龍的身體主要呈棕色，但背部、胸部體色較深，腹部下方則較淺，可能是因為鸚鵡嘴龍多棲息在茂密的森林中，體色具有和周圍環境融為一體的作用。此外他們還發現這隻鸚鵡嘴龍在腿部至尾巴基部有皮膜連結，但功能尚不清楚；以及相對大的眼睛，顯示其視力可能頗佳，有助於覓食或避敵。

## 分類學

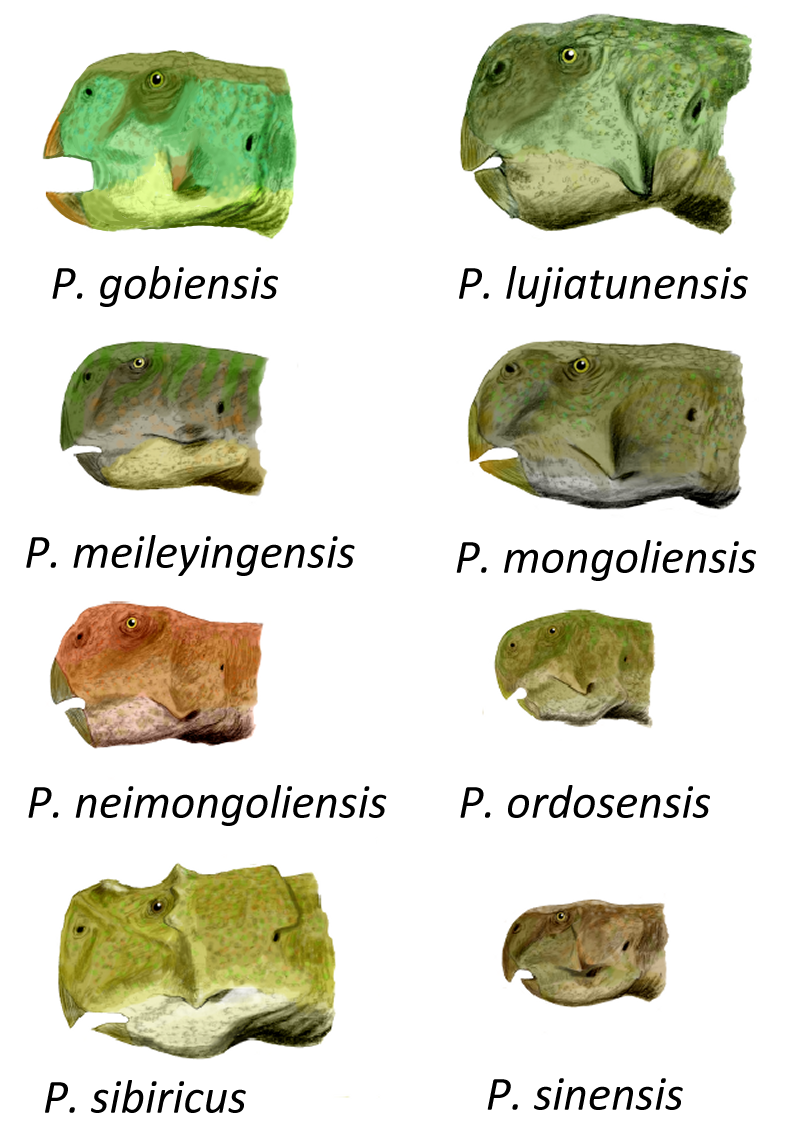
鸚鵡嘴龍的八個種復原圖，依照比例縮小。
左排由上到下為：戈壁鸚鵡嘴龍、梅勒營鸚鵡嘴龍、內蒙古鸚鵡嘴龍、西伯利亞鸚鵡嘴龍。
右排由上到下為：陸家屯鸚鵡嘴龍、蒙古鸚鵡嘴龍、額多鸚鵡嘴龍、中國鸚鵡嘴龍

鸚鵡嘴龍是由古生物學家兼美國自然歷史博物館館長亨利·費爾費爾德·奧斯本在1923年所命名。

### 種
已有18個已命名種被歸類於鸚鵡嘴龍，但現在只有9到11個種是有效種。鸚鵡嘴龍是目前恐龍中，擁有最多有效種的單一屬。大部分其他恐龍屬都只有單一種。這些不同差異極可能因為化石記錄。因為鸚鵡嘴龍已發現了數百個化石標本，而大部分其他恐龍標本遠少於這個數目，許多甚至只發現單一標本。因為眾多的化石，古動物學家能更完整地研究鸚鵡嘴龍的不同差異，進而造成更多的有效種。大部分的現存動物各屬都有多個種，顯示已滅亡的恐龍各屬可能也是相同狀況，但其中大部分的種都沒被保存下來。此外，大部分的恐龍只能從骨頭來瞭解，所以只能從形態學的角度來評估；而現存的動物各種經常有非常相似的骨骼形態，但在其他方面不同，這些無法從化石紀錄保存下來，例如習性、外表顏色。所以實際上的恐龍各屬，包括鸚鵡嘴龍，可能比目前的已承認種，還更具多樣性。
- 有效種：

鸚鵡嘴龍與人類體型比較，每格代表1平方公尺

  - 蒙古鸚鵡嘴龍（Psittacosaurus mongoliensis）[16][20] — 蒙古國、中國內蒙古
  - 中國鸚鵡嘴龍（Psittacosaurus sinensis）[21] — 中國山東省
  - 梅勒營鸚鵡嘴龍（Psittacosaurus meileyingensis）[7] — 中國遼寧省
  - 新疆鸚鵡嘴龍（Psittacosaurus xinjiangensis）[22] — 中國新疆
  - 內蒙古鸚鵡嘴龍（Psittacosaurus neimongoliensis）[5] — 中國內蒙古
  - 額多鸚鵡嘴龍（Psittacosaurus ordosensis）[5] — 中國內蒙古
  - 馬鬃山鸚鵡嘴龍（Psittacosaurus mazongshanensis）[23] — 中國甘肅省
  - 西伯利亞鸚鵡嘴龍（Psittacosaurus sibiricus）[24][9] － 俄羅斯西伯利亞南部
  - 陸家屯鸚鵡嘴龍（Psittacosaurus lujiatunensis）[8] － 中國遼寧省
  - 大鸚鵡嘴龍（Psittacosaurus major）[4] － 中國遼寧省
  - 戈壁鸚鵡嘴龍（Psittacosaurus gobiensis）[25]& － 中國內蒙古
- 可能種：
  - ?有情鸚鵡嘴龍（Psittacosaurus sattayaraki）[26][27] － 泰國

### 分類

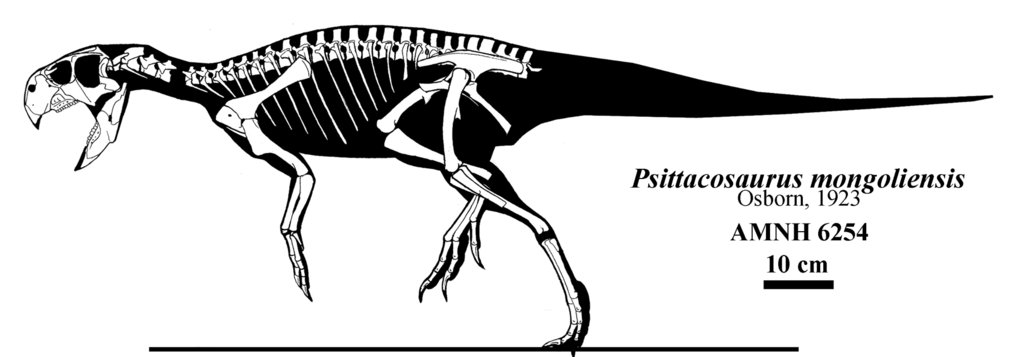
蒙古鸚鵡嘴龍的骨骼模擬圖

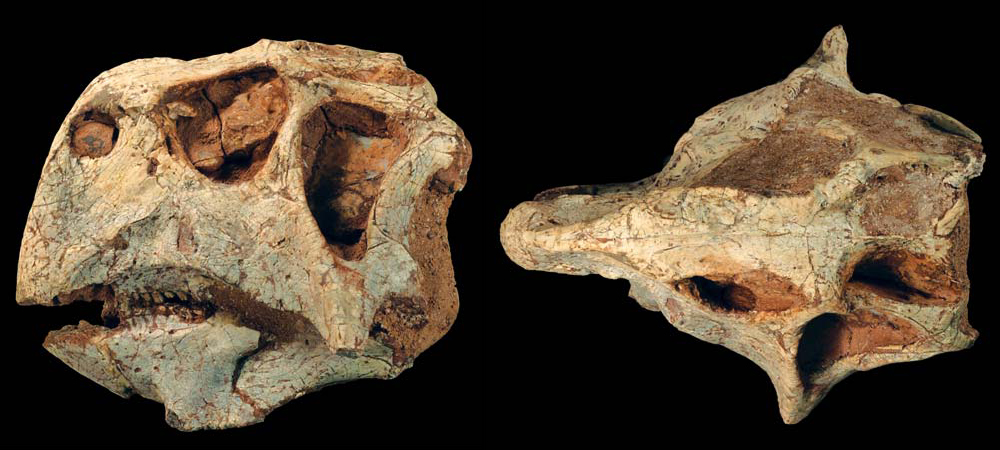
陸家屯鸚鵡嘴龍（原先被認為是大鸚鵡嘴龍）的頭骨化石

鸚鵡嘴龍是鸚鵡嘴龍科的模式屬，由奧斯本在1923年命名。鸚鵡嘴龍科目前的另外一屬為紅山龍，但部分學者認為紅山龍是鸚鵡嘴龍的異名。鸚鵡嘴龍科是除了隱龍（可能還有朝陽龍）之外的最基礎角龍下目恐龍。因為鸚鵡嘴龍科是角龍下目演化樹的早期分支，所以鸚鵡嘴龍可能並非其他角龍類的直接祖先。所有其他角龍類的前掌有五個趾骨，而鸚鵡嘴龍的所有種只有四個趾骨。此外，在鸚鵡嘴龍的演化過程中，失去了眼窩與鼻孔間的眶前孔，但其他角龍類（以及大部分主龍類）仍保有眶前孔。第五個趾骨與眶前孔被認為不太可能在演化過程中再度出現。
雖然鸚鵡嘴龍已有許多種被命名，但牠們彼此間的關係尚未完全發現，也沒有科學方面的共同定論。近年有數個詳細的親緣分支分類法研究，包含Alexander Averianov等人的2006年版本、尤海魯等人的2008年版本、以及保羅·塞里諾（Paul Sereno）的2010年版本。
Averianov等人的2006年版本：

|  | 西伯利亞鸚鵡嘴龍 |
|  |                  |
|  | 中國鸚鵡嘴龍     |
|  |                  |

|  | 內蒙古鸚鵡嘴龍 |
|  | |
|  | 額多鸚鵡嘴龍 |
|  | |
|  | \| \| 義縣組發現的未命名種(並非陸家屯鸚鵡嘴龍或大鸚鵡嘴龍) \| \| \| \| \| \| 馬鬃山鸚鵡嘴龍 \| \| \| \| \| \| 梅勒營鸚鵡龍 \| \| \| \| \| \| 蒙古鸚鵡嘴龍 \| \| \| \| \| \| 新疆鸚鵡嘴龍 \| \| \| \| |
|  | |
|  | 義縣組發現的未命名種(並非陸家屯鸚鵡嘴龍或大鸚鵡嘴龍) |
|  | |
|  | 馬鬃山鸚鵡嘴龍 |
|  | |
|  | 梅勒營鸚鵡龍 |
|  | |
|  | 蒙古鸚鵡嘴龍 |
|  | |
|  | 新疆鸚鵡嘴龍 |
|  | |

|  | 義縣組發現的未命名種(並非陸家屯鸚鵡嘴龍或大鸚鵡嘴龍) |
|  |                                                      |
|  | 馬鬃山鸚鵡嘴龍                                       |
|  |                                                      |
|  | 梅勒營鸚鵡龍                                         |
|  |                                                      |
|  | 蒙古鸚鵡嘴龍                                         |
|  |                                                      |
|  | 新疆鸚鵡嘴龍                                         |
|  |                                                      |

|  | 西伯利亞鸚鵡嘴龍 |
|  |                  |
|  | 中國鸚鵡嘴龍     |
|  |                  |

|  | 內蒙古鸚鵡嘴龍 |
|  | |
|  | 額多鸚鵡嘴龍 |
|  | |
|  | \| \| 義縣組發現的未命名種(並非陸家屯鸚鵡嘴龍或大鸚鵡嘴龍) \| \| \| \| \| \| 馬鬃山鸚鵡嘴龍 \| \| \| \| \| \| 梅勒營鸚鵡龍 \| \| \| \| \| \| 蒙古鸚鵡嘴龍 \| \| \| \| \| \| 新疆鸚鵡嘴龍 \| \| \| \| |
|  | |
|  | 義縣組發現的未命名種(並非陸家屯鸚鵡嘴龍或大鸚鵡嘴龍) |
|  | |
|  | 馬鬃山鸚鵡嘴龍 |
|  | |
|  | 梅勒營鸚鵡龍 |
|  | |
|  | 蒙古鸚鵡嘴龍 |
|  | |
|  | 新疆鸚鵡嘴龍 |
|  | |

|  | 義縣組發現的未命名種(並非陸家屯鸚鵡嘴龍或大鸚鵡嘴龍) |
|  |                                                      |
|  | 馬鬃山鸚鵡嘴龍                                       |
|  |                                                      |
|  | 梅勒營鸚鵡龍                                         |
|  |                                                      |
|  | 蒙古鸚鵡嘴龍                                         |
|  |                                                      |
|  | 新疆鸚鵡嘴龍                                         |
|  |                                                      |

尤海魯等人的2008年版本：

|  | 西伯利亞鸚鵡嘴龍 |
|  |                  |
|  | 中國鸚鵡嘴龍     |
|  |                  |

|  | 陸家屯鸚鵡嘴龍 |
|  |                |
|  | 馬鬃山鸚鵡嘴龍 |
|  |                |

|  | 大鸚鵡嘴龍                                                    |
|  |                                                               |
|  | 內蒙古鸚鵡嘴龍                                                |
|  |                                                               |
|  | \| \| 梅勒營鸚鵡龍 \| \| \| \| \| \| 蒙古鸚鵡嘴龍 \| \| \| \| |
|  |                                                               |
|  | 梅勒營鸚鵡龍                                                  |
|  |                                                               |
|  | 蒙古鸚鵡嘴龍                                                  |
|  |                                                               |

|  | 梅勒營鸚鵡龍 |
|  |              |
|  | 蒙古鸚鵡嘴龍 |
|  |              |

|  | 陸家屯鸚鵡嘴龍 |
|  |                |
|  | 馬鬃山鸚鵡嘴龍 |
|  |                |

|  | 大鸚鵡嘴龍                                                    |
|  |                                                               |
|  | 內蒙古鸚鵡嘴龍                                                |
|  |                                                               |
|  | \| \| 梅勒營鸚鵡龍 \| \| \| \| \| \| 蒙古鸚鵡嘴龍 \| \| \| \| |
|  |                                                               |
|  | 梅勒營鸚鵡龍                                                  |
|  |                                                               |
|  | 蒙古鸚鵡嘴龍                                                  |
|  |                                                               |

|  | 梅勒營鸚鵡龍 |
|  |              |
|  | 蒙古鸚鵡嘴龍 |
|  |              |

|  | 西伯利亞鸚鵡嘴龍 |
|  |                  |
|  | 中國鸚鵡嘴龍     |
|  |                  |

|  | 陸家屯鸚鵡嘴龍 |
|  |                |
|  | 馬鬃山鸚鵡嘴龍 |
|  |                |

|  | 大鸚鵡嘴龍                                                    |
|  |                                                               |
|  | 內蒙古鸚鵡嘴龍                                                |
|  |                                                               |
|  | \| \| 梅勒營鸚鵡龍 \| \| \| \| \| \| 蒙古鸚鵡嘴龍 \| \| \| \| |
|  |                                                               |
|  | 梅勒營鸚鵡龍                                                  |
|  |                                                               |
|  | 蒙古鸚鵡嘴龍                                                  |
|  |                                                               |

|  | 梅勒營鸚鵡龍 |
|  |              |
|  | 蒙古鸚鵡嘴龍 |
|  |              |

|  | 陸家屯鸚鵡嘴龍 |
|  |                |
|  | 馬鬃山鸚鵡嘴龍 |
|  |                |

|  | 大鸚鵡嘴龍                                                    |
|  |                                                               |
|  | 內蒙古鸚鵡嘴龍                                                |
|  |                                                               |
|  | \| \| 梅勒營鸚鵡龍 \| \| \| \| \| \| 蒙古鸚鵡嘴龍 \| \| \| \| |
|  |                                                               |
|  | 梅勒營鸚鵡龍                                                  |
|  |                                                               |
|  | 蒙古鸚鵡嘴龍                                                  |
|  |                                                               |

|  | 梅勒營鸚鵡龍 |
|  |              |
|  | 蒙古鸚鵡嘴龍 |
|  |              |

保羅·塞里諾的2010年版本：

|  | P. meileyingensis                                             |
|  |                                                               |
|  | \| \| 陸家屯鸚鵡嘴龍 \| \| \| \| \| \| 大鸚鵡嘴龍 \| \| \| \| |
|  |                                                               |
|  | 陸家屯鸚鵡嘴龍                                                |
|  |                                                               |
|  | 大鸚鵡嘴龍                                                    |
|  |                                                               |

|  | 陸家屯鸚鵡嘴龍 |
|  |                |
|  | 大鸚鵡嘴龍     |
|  |                |

|  | 鸚鵡嘴龍的未命名種(之後編入戈壁鸚鵡嘴龍)                        |
|  |                                                                 |
|  | 西伯利亞鸚鵡嘴龍                                                |
|  |                                                                 |
|  | \| \| 內蒙古鸚鵡嘴龍 \| \| \| \| \| \| 中國鸚鵡嘴龍 \| \| \| \| |
|  |                                                                 |
|  | 內蒙古鸚鵡嘴龍                                                  |
|  |                                                                 |
|  | 中國鸚鵡嘴龍                                                    |
|  |                                                                 |

|  | 內蒙古鸚鵡嘴龍 |
|  |                |
|  | 中國鸚鵡嘴龍   |
|  |                |

|  | P. meileyingensis                                             |
|  |                                                               |
|  | \| \| 陸家屯鸚鵡嘴龍 \| \| \| \| \| \| 大鸚鵡嘴龍 \| \| \| \| |
|  |                                                               |
|  | 陸家屯鸚鵡嘴龍                                                |
|  |                                                               |
|  | 大鸚鵡嘴龍                                                    |
|  |                                                               |

|  | 陸家屯鸚鵡嘴龍 |
|  |                |
|  | 大鸚鵡嘴龍     |
|  |                |

|  | 鸚鵡嘴龍的未命名種(之後編入戈壁鸚鵡嘴龍)                        |
|  |                                                                 |
|  | 西伯利亞鸚鵡嘴龍                                                |
|  |                                                                 |
|  | \| \| 內蒙古鸚鵡嘴龍 \| \| \| \| \| \| 中國鸚鵡嘴龍 \| \| \| \| |
|  |                                                                 |
|  | 內蒙古鸚鵡嘴龍                                                  |
|  |                                                                 |
|  | 中國鸚鵡嘴龍                                                    |
|  |                                                                 |

|  | 內蒙古鸚鵡嘴龍 |
|  |                |
|  | 中國鸚鵡嘴龍   |
|  |                |

|  | P. meileyingensis                                             |
|  |                                                               |
|  | \| \| 陸家屯鸚鵡嘴龍 \| \| \| \| \| \| 大鸚鵡嘴龍 \| \| \| \| |
|  |                                                               |
|  | 陸家屯鸚鵡嘴龍                                                |
|  |                                                               |
|  | 大鸚鵡嘴龍                                                    |
|  |                                                               |

|  | 陸家屯鸚鵡嘴龍 |
|  |                |
|  | 大鸚鵡嘴龍     |
|  |                |

|  | 鸚鵡嘴龍的未命名種(之後編入戈壁鸚鵡嘴龍)                        |
|  |                                                                 |
|  | 西伯利亞鸚鵡嘴龍                                                |
|  |                                                                 |
|  | \| \| 內蒙古鸚鵡嘴龍 \| \| \| \| \| \| 中國鸚鵡嘴龍 \| \| \| \| |
|  |                                                                 |
|  | 內蒙古鸚鵡嘴龍                                                  |
|  |                                                                 |
|  | 中國鸚鵡嘴龍                                                    |
|  |                                                                 |

|  | 內蒙古鸚鵡嘴龍 |
|  |                |
|  | 中國鸚鵡嘴龍   |
|  |                |

|  | P. meileyingensis                                             |
|  |                                                               |
|  | \| \| 陸家屯鸚鵡嘴龍 \| \| \| \| \| \| 大鸚鵡嘴龍 \| \| \| \| |
|  |                                                               |
|  | 陸家屯鸚鵡嘴龍                                                |
|  |                                                               |
|  | 大鸚鵡嘴龍                                                    |
|  |                                                               |

|  | 陸家屯鸚鵡嘴龍 |
|  |                |
|  | 大鸚鵡嘴龍     |
|  |                |

|  | 鸚鵡嘴龍的未命名種(之後編入戈壁鸚鵡嘴龍)                        |
|  |                                                                 |
|  | 西伯利亞鸚鵡嘴龍                                                |
|  |                                                                 |
|  | \| \| 內蒙古鸚鵡嘴龍 \| \| \| \| \| \| 中國鸚鵡嘴龍 \| \| \| \| |
|  |                                                                 |
|  | 內蒙古鸚鵡嘴龍                                                  |
|  |                                                                 |
|  | 中國鸚鵡嘴龍                                                    |
|  |                                                                 |

|  | 內蒙古鸚鵡嘴龍 |
|  |                |
|  | 中國鸚鵡嘴龍   |
|  |                |

陸家屯鸚鵡嘴龍被認為比其他種原始，這與牠們在化石紀錄中較早出現相符合。

## 化石分佈

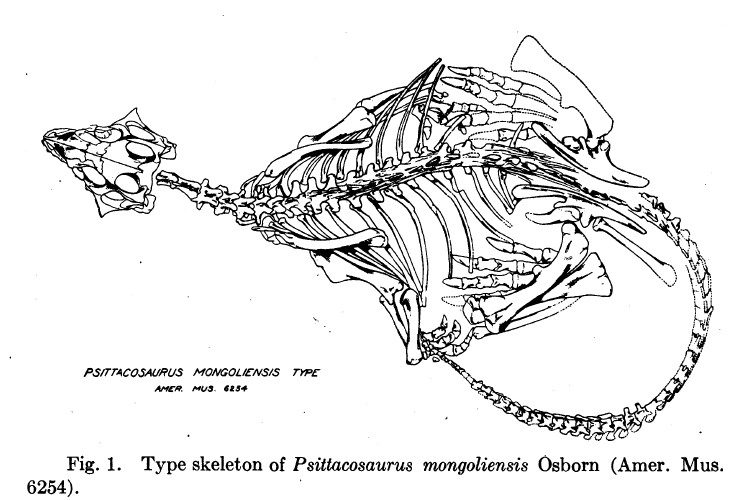
蒙古鸚鵡嘴龍的正模標本，由奧斯本於1924年發表

目前已發現超過400個鸚鵡嘴龍標本，其中超過75個標本屬於模式種蒙古鸚鵡嘴龍。目前所有的鸚鵡嘴龍化石都發現於亞洲的早白堊紀沉積層，從西伯利亞南部到中國北部，可能還有泰國。這些包含鸚鵡嘴龍地層最常見的年代，來自於早白堊紀的晚巴列姆階到阿爾比階，接近1億2500萬年前到1億年前。幾乎所有在中國北部與蒙古這個地質年代的陸相沉積層，都發現了鸚鵡嘴龍的化石，讓牠們與非常普遍的翼龍類準噶爾翼龍一起成為這些地區的該地質年代標準化石。
目前所發現最早的種是陸家屯鸚鵡嘴龍，發現於義縣組的最底部地層。在義縣組與義縣其他地層發現了超過200個鸚鵡嘴龍標本，但這些地層的年代仍在爭論中。許多早期使用放射性定年法的研究顯示義縣組屬於侏罗纪時期，比一般認為的鸚鵡嘴龍存活時期早1000萬年；但大部分最近的研究認為義縣組屬於早白堊紀時期。一個中國科學家團隊使用氬同位素放射性定年法，測量義縣組的最底部地層為1億2800萬年前，而最上部地層接近1億2200萬年前。一個最近的中國研究，則使用鈾鉛定年法，認為該最底部地層為1億2500萬年前，而最上層則是1億2200萬年前，與前者的測量結果一樣。這些研究顯示義縣組的地質年代屬於早白堊紀的早阿普第階，或可能是晚巴列姆階到早阿普第階。

## 古生物學
鸚鵡嘴龍是種非常著名的恐龍，並發現了超過400個標本，可提供關於牠們生活方式的細節研究，比其他大多數恐龍還詳細。

### 食性
鸚鵡嘴龍擁有銳利的牙齒，可用來切割、切碎堅硬的植物。然而，不像晚期的角龍類，鸚鵡嘴龍並沒有適合咀嚼或磨碎植物的牙齒。鸚鵡嘴龍吞食胃石來協助磨碎消化系統中的食物。經常在鸚鵡嘴龍的腹部位置發現胃石，有時超過50顆，這些胃石可能儲藏於砂囊中，如同現代鳥類。
與許多恐龍不同，鸚鵡嘴龍的頭顱骨關節的可活動性小。上頜的各骨頭不能做出往兩側撐開、或其他動作，下頜也是相同的狀況。頜部的唯一可動關節，是頭顱骨、下頜之間的關節，因此鸚鵡嘴龍只能藉由頜部關節的動作，做出撕咬植物的嘴部動作。不同於大部分角龍類恐龍，鸚鵡嘴龍並沒有往下彎曲的喙狀嘴，牠們的嘴部咬合處平坦、呈圓形。當鸚鵡嘴龍的嘴部閉合時，嘴部可以切斷植物。當下頜稍為後縮，嘴部以這種方式閉合時，則可以咬碎堅硬物的外殼。鸚鵡嘴龍被推測可能以較堅硬植物、堅硬果實為食，某些骨骼化石曾發現胃石，支持牠們可以堅硬植物、堅硬果實為食的理論。

### 四肢功能

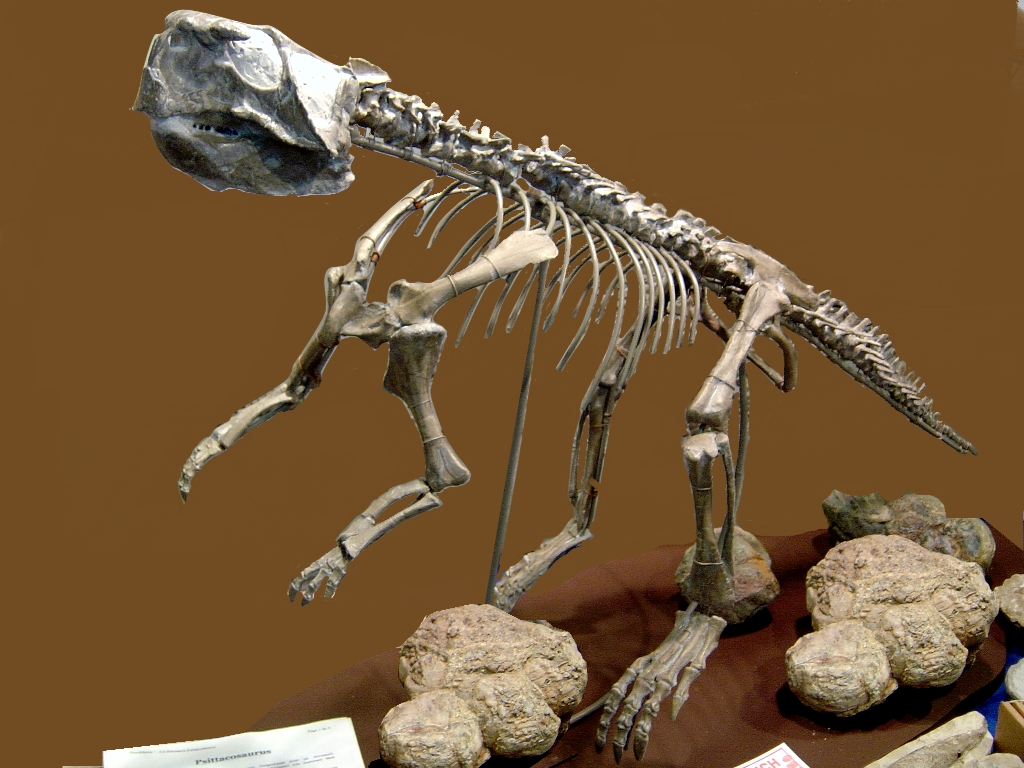
以二足站立的鸚鵡嘴龍骨架模型

在2007年，菲力·森特（Phil Senter）研究蒙古鸚鵡嘴龍、內蒙古鸚鵡嘴龍的四肢。蒙古鸚鵡嘴龍的前肢長度只有後肢的58%長，無法直接接觸地面。根據前肢的可活動範圍，這兩個種無法做出手掌朝正下方、或前肢推進移動的動作。根據以上兩點，顯示鸚鵡嘴龍在生前是幾乎完全二足的恐龍。鸚鵡嘴龍的前肢太短，無法作出挖掘植物、將植物送進嘴裡的動作。菲力·森特假設，如果鸚鵡嘴龍需要挖掘土地時，反而需要使用後肢來挖掘地面。前肢的功能可能是抓取物體、或是碰觸身體。但由於前肢的活動範圍有限，前肢只能抓取非常接近身體的物種；若是碰觸自己身體，也只能接觸到自己的腹部、兩側、以及膝蓋等部位。雖然牠們無法用前肢將食物送進嘴裡，鸚鵡嘴龍能用前肢搬運築巢所需材料、或是把食物抓進嘴部可觸及的範圍。
森特的二足說後來被廣為採用。2013年，趙祺等人分析一具有多達六個個體的陸家屯鸚鵡嘴龍集體化石，並依據16歲以下的鸚鵡嘴龍化石的四肢研判，發現鸚鵡嘴龍並不是從小就用二足的方式行走，而是隨年齡增長而漸進式改變行走方式。由於出生的頭三年間，幼龍的前肢生長速度會比後肢快很多，因此會四足著地的行走；而在四歲到六歲間，前肢生長速度開始減緩，後肢逐漸變長，此時鸚鵡嘴龍會轉而以二足方式行走。這樣的結論也暗示：鸚鵡嘴龍的祖先很有可能是四足行走的恐龍，而幼龍則將祖先的步態保留了下來；這個說法也為後來在恐龍演化的研究上提供了一條可能的假設路徑。

### 覆蓋物

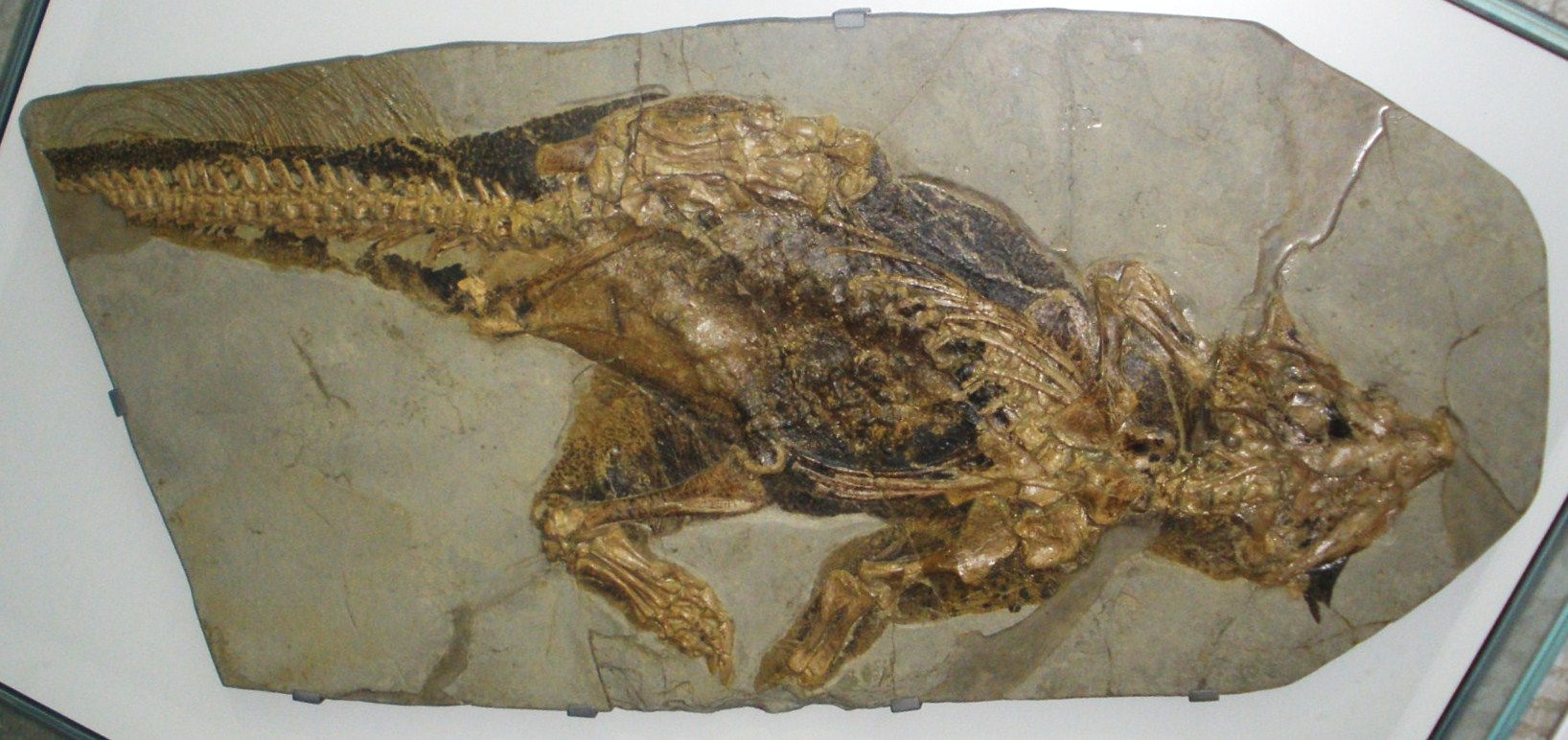
SMF R 4970原件，尾部有鬃毛狀物

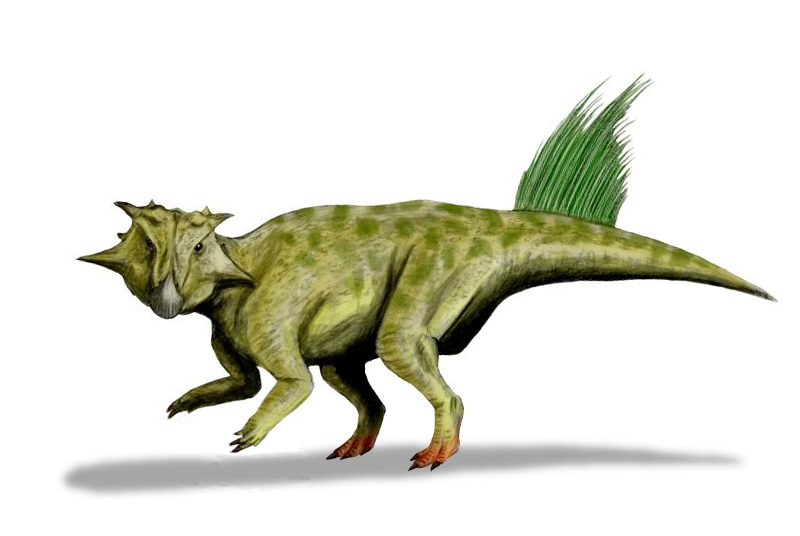
西伯利亞鸚鵡嘴龍，尾巴具有長毛

一個發現於中國的鸚鵡嘴龍標本上發現了覆蓋物。該標本極可能來自遼寧省義縣組，而且還未歸類於鸚鵡嘴龍中任何一種。該標本是非法從中國出口的，並由一個德國博物館買下，並同意歸還給中國 。
該標本身體大部分由鱗片覆蓋。較大的鱗片以不規則樣式排列，而眾多的較小鱗片排列於較大鱗片之間，類似發現於其他角龍類的皮膚壓痕，例如開角龍。然而，該標本的背部到尾巴有一排中空的管狀刺毛，這些刺毛長度接近16厘米，並被保存下來。這些刺毛結構類似同一地層組發現的大量獸腳類恐龍身上的原始羽毛，而這些原始羽毛、管狀刺毛有可能是同源演化的結果，但也有可能不是。因為這些刺毛結構只有發現一排位在尾巴上，它們不可能用來調節體溫，但可能透過某種視覺展示來互相溝通。

### 成長速度

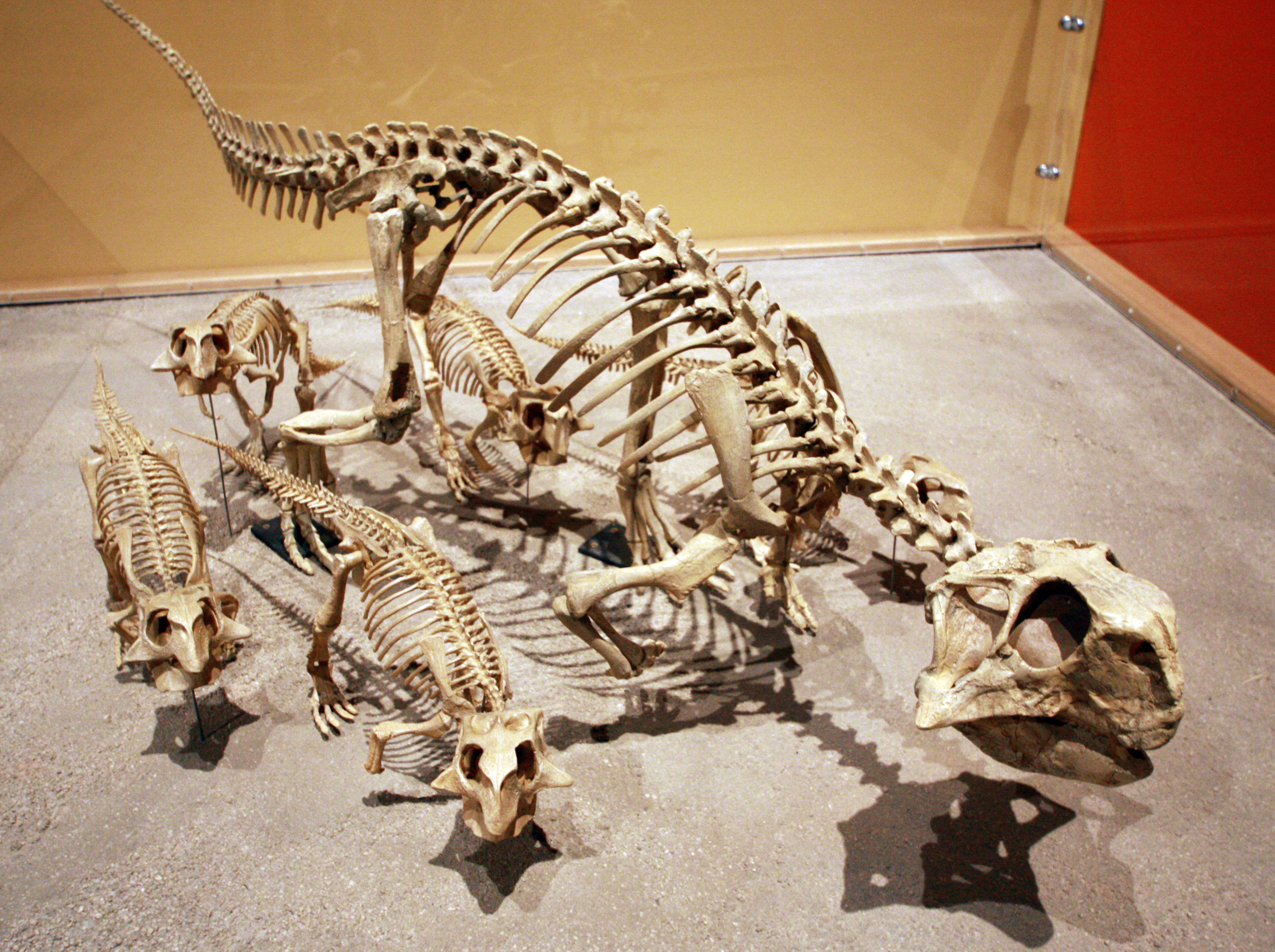
鸚鵡嘴龍的成年、未成年骨架模型

目前已發現數個未成年鸚鵡嘴龍化石。最小的鸚鵡嘴龍化石是隻蒙古鸚鵡嘴龍的孵出幼體，存放於美國自然歷史博物館中，只有11到13公分長，頭顱骨長2.8厘米。另一個在美國自然歷史博物館的孵出幼體，頭顱骨長度為4.6厘米。以上兩個標本都來自於蒙古。在義縣組發現的未成年體化石年齡接近美國自然歷史博物館的標本年齡。成年的蒙古鸚鵡嘴龍身長接近2米。
一個對於蒙古鸚鵡嘴龍的組織檢驗，已確定這些動物的成長速度。在這研究中，最小的標本被測量有3歲大，體重小於1千克；而其中最大的標本有9歲大，重達20千克。這顯示相當快的成長速度，比大部分爬行動物與後獸亞綱（有袋類）哺乳類還快，但較現代鳥類與胎盤哺乳動物還慢。這個研究也測量化石的成長環，發現牠們的壽命大約是10歲到11歲。

### 親代撫育與群體行為

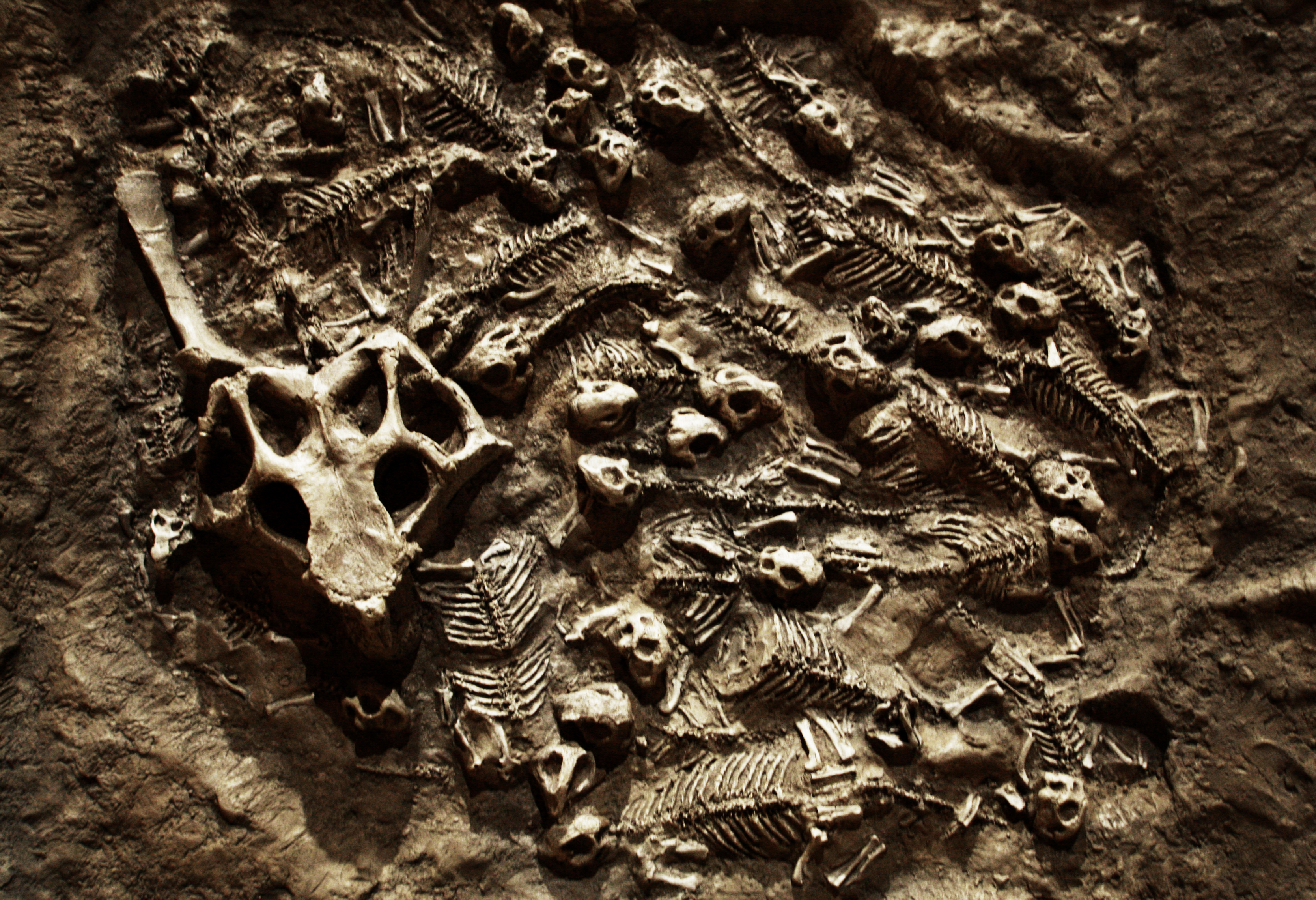
有34個幼年個體的鸚鵡嘴龍巢穴

一個保存極度良好的標本，發現於中國遼寧省義縣組，是提供恐龍親代撫育的最佳證據之一。這個標本有一個成年鸚鵡嘴龍（沒有歸類於任何一種），並接近34個天然狀態的未成年鸚鵡嘴龍骨骸，這些未成年骨骸有三種尺寸大小。這些年輕個體年齡接近，在成年個體的下方纏繞在一起，但所有34個頭顱骨都位於身體上方，可能為牠們生前狀況。顯示這群動物被埋覆時都還存活者，這過程可能非常快速，原因可能是洞穴坍塌。
未成年的骨頭非常小，但已軟骨內骨化。這已被當作親代撫育的證據，因為各些年輕個體必須待在巢內，直到牠們的骨頭逐漸硬化。這些巢中的幼體數量，顯示牠們並不全部屬於旁邊的成年個體，顯示鸚鵡嘴龍可能有某種共同撫育的行為，也許類似鴕鳥。在一個火山泥流的屍骨層中，發現一群鸚鵡嘴龍的化石，總計共6個，來自於至少兩個不同的年齡層。古動物學家認為這代表鸚鵡嘴龍是群居動物，是最早的角龍類是群居動物的證據。然而，年輕的鸚鵡嘴龍牙齒出現磨損，顯示牠們已能自己咀嚼食物，可能是早熟性（Precocial），但還是需要持續的親代撫育。

### 被獵食對象
在義縣組發現的其他化石提供直接證據顯示鸚鵡嘴龍是種獵食目標。在碩爬獸（Repenomamus robustus）以及一個大型、水生三尖齒獸類（Triconodont）化石的腹部內，都發現了未成年鸚鵡嘴龍的遺骸。數個未成年個體的骨頭仍然清晰可辨，顯示這些肉食性哺乳類以大塊方式吞食牠們。這些標本非常重要，因為它們是第一個中生代哺乳類獵食活生恐龍的例子。哺乳類對於未成年鸚鵡嘴龍的獵食可能導致R-型選擇，亦即生產大量的後代，以彌補大量的死亡個體。

### 已知病狀
在超過400個鸚鵡嘴龍標本中，只有一個被公佈有病狀。這個標本是由成年骨骸構成，發現於中國義縣組的下部地層，並暫時性歸類於蒙古鸚鵡嘴龍。這個標本沒有骨折的跡象，但右腓骨中間有非常明顯的感染跡象。這個骨頭有個大型、圓形凹處，可證明因為缺乏血液流通而造成的壞死現象。這個凹處由一個位在骨頭下部的大型腫瘤所環繞。傷口附近的骨頭沉淀物，顯示這隻動物在受傷、受到感染後仍存活了一段時間。因為鸚鵡嘴龍是二足恐龍，這樣的傷口對於牠們是致命的。然而，不像股骨與脛骨，腓骨並非支撐重量的骨頭，所以這隻動物仍可以以某種程度來行走。這個受傷標本的來源並不清楚。

### 半水生生活理論
在2010年，數位研究人員提出鸚鵡嘴龍是半水生動物的理論，牠們的尾巴的功能類似現代鱷魚的尾巴，並使用前肢拍打、後肢踢水的方式在水中前進。他們提出的根據包含：許多化石發現於湖泊沉積層、鼻孔與眼眶的位置、前肢與後肢的可移動範圍、尾巴下方具有長人字骨、尾巴上方的鬃毛狀物可能具有鰭的功能、而胃石被認為是在水中的承載物。他們也指出，鸚鵡嘴龍的某些種是陸棲動物，而其他種是半水生動物。

### 活動時間
在2011年，科學家比較恐龍、現代鳥類與爬行動物的鞏膜環大小，提出鸚鵡嘴龍可能屬於無定時活躍性的動物，覓食、移動行為跟白天黑夜沒有正相關，只休息短暫時間。

## 外部連結
- 鸚鵡龍志（页面存档备份，存于）
- 蒙古鸚鵡嘴龍、內蒙古鸚鵡龍 - 骨骸重建圖 The Grave Yard網站
- 角龍下目簡介 *Thescelosaurus! 網站